# Sathankulam
Sathankulam é uma panchayat (vila) no distrito de Toothukudi, no estado indiano de Tamil Nadu.

## Demografia
Segundo o censo de 2001,  Sathankulam  tinha uma população de 14,205 habitantes. Os indivíduos do sexo masculino constituem 49% da população e os do sexo feminino 51%. Sathankulam tem uma taxa de literacia de 81%, superior à média nacional de 59.5%: a literacia no sexo masculino é de 84% e no sexo feminino é de 78%. Em Sathankulam, 11% da população está abaixo dos 6 anos de idade.